# Christian Clavier
Ne doit pas être confondu avec Christian Favier.
Pour les articles homonymes, voir Clavier.
Christian Clavier est un acteur, scénariste et producteur français, né le 6 mai 1952 à Paris 15e.
Révélé au café-théâtre au sein de la troupe du Splendid — avec Gérard Jugnot, Thierry Lhermitte, Michel Blanc, Marie-Anne Chazel, Josiane Balasko et Bruno Moynot — dans les années 1970, il acquiert à leurs côtés une notoriété nationale dans des films restés célèbres, tels que Les Bronzés (1978), Les Bronzés font du ski (1979), Le père Noël est une ordure (1982), Papy fait de la résistance (1983).
S'ensuit une collaboration avec Jean-Marie Poiré, sur des films qu'il co-écrit, avec Twist again à Moscou (1986), Mes meilleurs copains (1989), L'Opération Corned-Beef (1991), puis de grands succès qui l'établissent comme une valeur sûre du box-office : Les Visiteurs (1993), Les Anges gardiens (1995) et Les Couloirs du temps (1998). Puis il incarne Astérix — Astérix et Obélix contre César (1999) et Astérix et Obélix : Mission Cléopâtre (2002) — et les retrouvailles du Splendid dans Les Bronzés 3 (2006).
Il s'illustre dans de rares prestations dramatiques, à la télévision en interprétant Thénardier dans Les Misérables (2000), puis Napoléon Ier dans Napoléon (2002), et au cinéma dans La Sainte Victoire (2009) et Un sac de billes (2017). Après plusieurs échecs, dont celui de son unique réalisation, On ne choisit pas sa famille (2011), il renoue avec le succès Qu'est-ce qu'on a fait au Bon Dieu ? (2014) et ses suites.
Acteur très populaire, il est le seul, toutes générations et nationalités confondues, à avoir été en tête d'affiche de quatre films ayant atteint plus de dix millions de spectateurs au box-office français, à savoir Les Visiteurs (1993), Astérix et Obélix : Mission Cléopâtre (2002), Les Bronzés 3 (2006) et Qu'est-ce qu'on a fait au Bon Dieu ? (2014).

## Biographie

### Jeunesse
Christian Jean-Marie François Clavier naît le 6 mai 1952 dans le 15e arrondissement de Paris. Son père, Jean-Claude Clavier, est chirurgien ORL et sa mère, Phanette Rousset-Rouard, femme au foyer. Son frère Stéphane Clavier, est réalisateur, et sa sœur, professeur. Son oncle maternel est le producteur Yves Rousset-Rouard.
Il se lie d'amitié avec Gérard Jugnot en 5e puis tous deux suivent la même scolarité au lycée Pasteur de Neuilly où ils rencontreront Thierry Lhermitte et Michel Blanc,.
Christian Clavier obtient son baccalauréat avec la mention « très bien » en 1971, puis entame des études de sciences politiques à l'Institut d'études politiques de Paris (IEP) aux côtés du futur président de la république François Hollande, qui est également son camarade de classe en terminale. Cependant, contrairement à ce dernier, Christian Clavier finit par quitter l'IEP au bout de six mois pour se lancer dans une carrière de comédien.

### Le Splendid (années 1970-1980)
Christian Clavier entame sa carrière dans la troupe de théâtre comique du Splendid, dont son oncle, le producteur Yves Rousset-Rouard, deviendra actionnaire.
Il devient ainsi auteur, metteur en scène et interprète de Je vais craquer, Ma tête est malade et, Amours, coquillages et crustacés, qui est ensuite adapté au cinéma par Patrice Leconte sous le titre Les Bronzés.
Il se voit offrir, de 1973 à 1979, de petits rôles dans des films comme L'An 01 en 1973, Que la fête commence... en 1975, F… comme Fairbanks en 1976 ou encore Le Diable dans la boîte en 1977.
Il participe à de nombreux films avec cette troupe, dont Les Bronzés (1978) ou Le père Noël est une ordure (1982), adaptée au cinéma par Jean-Marie Poiré.
Devenus inséparables, Christian Clavier et le cinéaste poursuivent leur collaboration avec Papy fait de la résistance (1983), Twist again à Moscou (1986) et Mes meilleurs copains (1989), l'histoire de retrouvailles d'amis de lycée sur un mode nostalgique et chaleureux.

### Succès au cinéma (années 1990)
Dans les années 90, le duo enchaîne d'autres succès publics : L'Opération Corned Beef (1991), où Christian Clavier donne pour la première fois la réplique à Jean Reno, Les Visiteurs (1993) et sa suite Les Couloirs du temps : Les Visiteurs 2 (1998) ainsi que Les Anges gardiens (1995). Avec le triomphe historique au box-office des Visiteurs, Christian Clavier assoit son statut d'acteur comique numéro un et reprend le flambeau de Louis de Funès, dont il se réclame fréquemment.
Son nom est alors associé à un art cinématographique et télévisuel visant un public populaire, dans la continuité de la comédie française : Les Visiteurs, Les Couloirs du temps : Les Visiteurs 2, Les Visiteurs en Amérique, ou encore Astérix et Obélix contre César et sa suite Mission Cléopâtre.
Christian Clavier a énormément tourné en duos avec :
- Jean Reno dans L'Opération Corned-Beef, Les Visiteurs, L'Enquête corse, et On ne choisit pas sa famille.
- Gérard Depardieu dans Les Anges gardiens (film, 1995)|Les Anges gardiens et les deux premiers opus de la série de films d'Astérix et Obélix.

Il est aussi producteur, via sa société Ouille Productions, nommée en référence à son rôle de Jacquouille la Fripouille qu'il jouait dans la trilogie des Visiteurs.

### Progression en demi-teinte (années 2000)

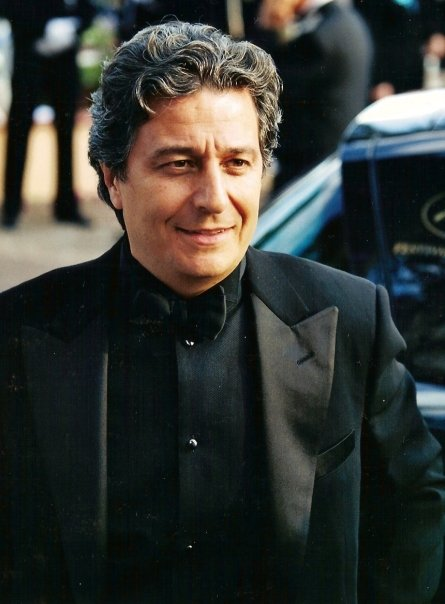
L'acteur au Festival de Cannes 2004, l'année de sortie de L'Enquête corse.

Il débute cette décennie avec deux projets internationaux : en 2001 sort le remake Les Visiteurs en Amérique, toujours sous la direction de Jean-Marie Poiré. Mais le film est un échec critique et commercial. Il est même récompensé à l'occasion de la 2e cérémonie des Bidets d'or. L'année suivante, il redevient Astérix pour Astérix et Obélix : Mission Cléopâtre, co-écrit et réalisé par Alain Chabat. Le film est un énorme succès critique et commercial.
En 2000, il incarne le père Thénardier pour Les Misérables, adaptation du roman de Victor Hugo signée Josée Dayan, puis en incarnant Napoléon Bonaparte dans le biopic Napoléon, réalisé par Yves Simoneau.
Il enchaîne plusieurs flops au cinéma 2003, la comédie Lovely Rita, sainte patronne des cas désespérés, réalisée par son frère Stéphane Clavier, où il partage l'affiche avec Julie Gayet. Il s'associe ensuite à des acteurs confirmés du cinéma français : 
en 2004, il partage l'affiche de la comédie Albert est méchant avec Michel Serrault, puis il retrouve Jean Reno pour une nouvelle adaptation de bande dessinée, L'Enquête corse, réalisée par Alain Berberian. En 2005, dans L'Antidote, il donne la réplique à Jacques Villeret.
Il tente de rebondir avec un projet plus sûr : en 2006, à la suite de l'annulation du projet d'Astérix et Obélix en Hispanie initialement dirigé par Gérard Jugnot en 2004, lui et ses anciens collègues du Splendid redonnent vie aux personnages des Bronzés dans Les Bronzés 3 : Amis pour la vie qui totalise 10 355 930 entrées (dont 4 millions en première semaine, soit le meilleur démarrage français jusqu'à la sortie de Bienvenue chez les Ch'tis en 2008). Les critiques de la presse spécialisée sont négatives mais c'est un succès auprès du public.
Par la suite, une troisième adaptation cinématographique de la bande dessinée Astérix sort en 2008, commandée au producteur Thomas Langmann, qui va aussi le co-réaliser. Astérix et Obélix aux Jeux olympiques va surtout convoquer un parterre de célébrités, autour de Gérard Depardieu qui revient dans le rôle d'Obélix, et de Clovis Cornillac en Astérix. En effet, en représailles du rejet par le dessinateur Albert Uderzo du projet de son ami Gérard Jugnot, Clavier a refusé de reprendre le rôle du petit Gaulois.
Il achève la décennie avec d'autres échecs : la comédie dramatique Le Prix à payer, dont il partage l'affiche avec Nathalie Baye, Gérard Lanvin et Géraldine Pailhas. La même année, il retrouve Gérard Jugnot et Josiane Balasko dans L'Auberge rouge, remake réalisé par Gérard Krawczyk du film homonyme de Claude Autant-Lara (1951), dont Fernandel est l'une des vedettes. Par ailleurs, Alexandre Astier lui confie un rôle dans sa série à succès Kaamelott, celui du jurisconsulte dans le Livre V.
En 2009, il s'essaie à un registre dramatique en partageant l'affiche de La Sainte Victoire avec Clovis Cornillac. Le film fait un flop.

### Seconds rôles et réalisation (années 2010)

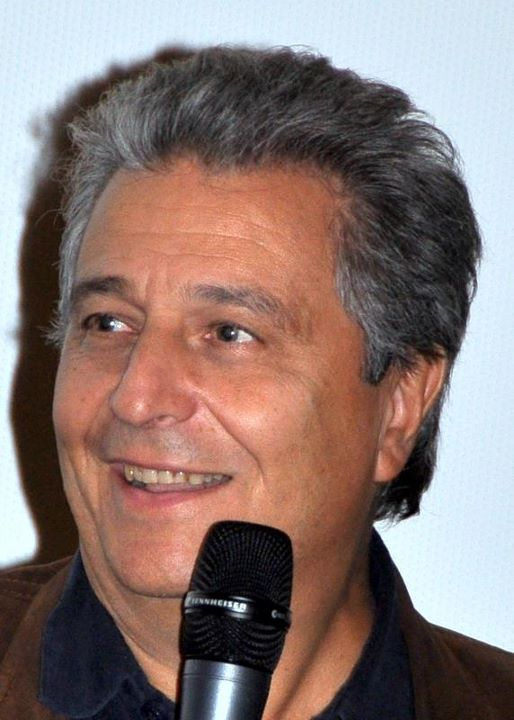
L'acteur en 2011, à l'avant-première de la comédie On ne choisit pas sa famille.

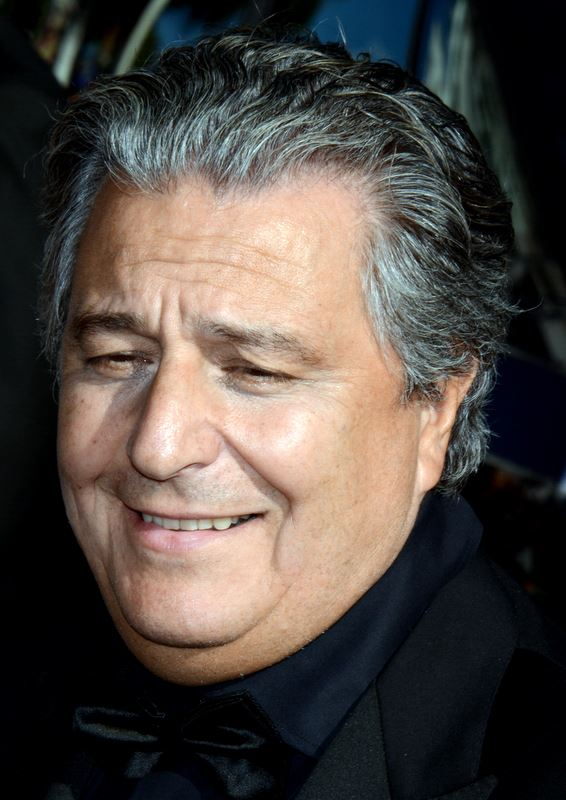
L'acteur au Festival de Cannes 2013, pour la promotion de Les Profs.

En 2011, il se lance dans la réalisation de On ne choisit pas sa famille, avec Jean Reno, Muriel Robin et Helena Noguerra.
En 2012, à la suite de vives attaques personnelles sur son amitié avec Nicolas Sarkozy et du fiasco de son premier film en tant que réalisateur, il part habiter à Londres où la fiscalité lui est favorable.
Il profite de son temps libre pour écrire, avec Jean-Marie Poiré, le scénario du nouveau Les Visiteurs, Les Visiteurs 3 : La Révolution,. Il retrouve « le goût à écrire des bêtises ».
En 2013, il intègre la distribution de la comédie à succès Les Profs, une adaptation de la bande dessinée du même nom signée par un ancien humoriste de Canal +, Pierre-François Martin-Laval. Le film est un succès au box-office.
Un an plus tard, il renoue avec les records au box-office avec Qu'est-ce qu'on a fait au Bon Dieu ?, une comédie de Philippe de Chauveron, dont il partage l'affiche avec Chantal Lauby. Le film repose aussi sur une large distribution d'acteurs comiques, comme Ary Abittan, Frédéric Chau ou encore Noom Diawara. La même année, il tient un second rôle de luxe dans une production fantastique pour enfants, Le Grimoire d'Arkandias.
Grâce à ces deux projets, il est l'acteur français le plus rentable de l'année 2014 avec près de 13 millions de spectateurs cumulés dans les salles hexagonales. Toujours en 2014, il joue dans le film Une heure de tranquillité qui dépasse le million d'entrées début 2015. Cette comédie chorale marquant ses retrouvailles avec Patrice Leconte, est une adaptation d'une pièce de théâtre mise en scène par Ladislas Chollat et jouée au Théâtre Antoine. Clavier succède à Fabrice Luchini tandis que Carole Bouquet reprend le rôle tenu par Christiane Millet sur scène.
Avec un total de plus de 36,5 millions d'entrées, il est arrivé cinquième au classement des acteurs ayant totalisé le plus d'entrées de 2001 à 2014 en France.
En 2015, il tient un second rôle dans la comédie Babysitting 2, co-réalisée et portée par Philippe Lacheau. Le film franchit les 3 millions d’entrées en salles.
En 2016, Les Visiteurs : La Révolution est un échec commercial, malgré 2,2 millions d'entrées.
En 2017, À bras ouverts franchit, malgré des critiques négatives, le million d'entrées. Autre rôle cette année-là, plus secondaire, avec la comédie Si j'étais un homme, seconde réalisation de l'actrice Audrey Dana.
En 2018, il partage l'affiche de la comédie Momo avec Catherine Frot. Le film est un flop critique et public.
La même année, il participe à deux adaptations de bandes dessinées : Les Aventures de Spirou et Fantasio, réalisé par Alexandre Coffre. Il y incarne le comte Pacôme de Champignac. Le film est un énorme flop, réunissant seulement 145 400 spectateurs, malgré une projection sur 442 écrans. Il disparaît de l'affiche au bout d'une seule semaine d'exploitation. En revanche, il connaît un beau succès en succédant à Roger Carel pour le doublage d'Astérix dans le film d'animation Astérix : Le Secret de la potion magique d'Alexandre Astier et Louis Clichy.
En janvier 2019, il est à l'affiche du film Qu'est-ce qu'on a encore fait au Bon Dieu ?, réalisé par Philippe de Chauvron, qui fait suite à Qu'est-ce qu'on a fait au Bon Dieu ?, il reforme un duo avec Gérard Depardieu pour la comédie expérimentale Convoi exceptionnel, de Bertrand Blier. Autres retrouvailles avec Arnaud Lemort, co-scénariste de L'Antidote et L'Entente cordiale : la comédie Ibiza, dont il partage l'affiche avec Mathilde Seigner.

### Années 2020
En 2021, le film Mystère à Saint-Tropez, qu'il a également produit et coécrit, est un énorme flop malgré sa distribution. Mais il se rattrape au même moment grâce à Kaamelott : Premier Volet, qui est la suite cinématographique de la série homonyme d'Alexandre Astier et est l'un des meilleurs scores du box office français.
Il est à l'affiche du troisième volet de la saga de Philippe de Chauveron, Qu'est-ce qu'on a tous fait au Bon Dieu ?, qui sort l'année suivante, ainsi que des Vengences de Maîtres Poutifard de Pierre-François Martin-Laval, qui sort le 28 juin 2023. Suit la comédie Cocorico, qui sort le 7 février 2024 et qui raconte les véritables origines d'une famille aisée. Il joue également un célèbre psychanalyste avec un patient très angoissé, joué par Baptiste Lecaplain, dans le film Jamais sans mon psy d'Arnaud Lemort, sorti en décembre 2024.
En avril 2025, il a souligné, dans une interview accordée au média Brut, la continuité entre les effets spéciaux artisanaux de Georges Méliès et les usages actuels de l'intelligence artificielle au cinéma, déclarant que « quand le cinéma est né, on était déjà dans de la magie », et qu’aujourd’hui, l’IA prolonge cette tradition.

### Vie privée
Il a été de 1976 à 2001 le compagnon de la comédienne Marie-Anne Chazel avec qui il a eu une fille, Margot, née en 1983. Depuis 2004, il partage sa vie avec une maquilleuse de cinéma, Isabelle de Araujo (ex-épouse de Richard Gotainer), rencontrée sur le tournage de L'Enquête corse.
Après avoir été résident britannique, Christian Clavier s'installe à Bruxelles et acquiert la nationalité belge en 2018.

## Documentaire biographiqueLa vis comica
En 2025, sort un documentaire sur Christian Clavier, dans lequel lui-même se confie sur son métier et sa carrière. Intitulé La vis comica, réalisé et produit par David Serero, il rassemble des témoignages de diverses personnalités comme Jean Reno, Didier Bourdon, Philippe Lacheau, Jean-Marie Poiré, Alain Chabat, Gérard Jugnot, Thierry Lhermitte, Rayane Bensetti, Caterina Murino, Marie-Anne Chazel, Claire Chust, Philippe de Chauveron, Patrice Leconte, Baptiste Lecaplain, ou encore Jean Tulard. Le film est présenté en avant-première au Festival de Cannes,,,. Une sortie en salles est prévue le 17 septembre 2025.

## Engagement politique
Lorsqu'il est lycéen à Neuilly-sur-Seine, il fait partie de la cellule communiste locale avec Thierry Lhermitte et devient adhérent du Parti communiste français.
Lors de l'élection présidentielle de 2007 puis celle de 2012, il compte parmi les personnalités qui soutiennent le candidat UMP Nicolas Sarkozy, dont il est un ami. Il fait d'ailleurs partie, comme Marie-Anne Chazel et Jean Reno, des invités de la soirée organisée par celui-ci au Fouquet's après sa victoire en 2007.

## Phénomène du box-office
Entre 1993 et 2014, six films dans lesquels il a joué ont dépassé, en France, les 8 millions d'entrées. De même, il est le seul acteur à voir quatre de ses films atteindre plus de 10 millions de spectateurs au box-office français.

## Filmographie
Sauf indication contraire, les informations mentionnées dans cette section peuvent être confirmées par les bases de données cinématographiques IMDb et Allociné,  présentes dans la section « Liens externes ».

### Comme acteur

#### Cinéma

##### Années 1970
- 1973 : L'An 01, de Jacques Doillon : un téléspectateur au débat
- 1974 : Les Suspects, de Michel Wyn : un photographe
- 1975 : Que la fête commence, de Bertrand Tavernier : le valet de l'auberge
- 1975 : C'est pas parce qu'on a rien à dire qu'il faut fermer sa gueule, de Jacques Besnard : le policier dans les toilettes
- 1975 : Le Bol d'air (court métrage) de Charles Nemes : Christian
- 1976 : On aura tout vu de Georges Lautner : un acteur du café-théâtre
- 1976 : Attention les yeux ! de Gérard Pirès : un flic
- 1976 : F… comme Fairbanks de Maurice Dugowson : un garçon de café
- 1977 : Des enfants gâtés de Bertrand Tavernier : le réalisateur
- 1977 : Dites-lui que je l'aime de Claude Miller : François
- 1977 : Le Diable dans la boîte de Pierre Lary : Renaud
- 1977 : Vous n'aurez pas l'Alsace et la Lorraine de Coluche : le conteur (voix uniquement)
- 1978 : La Tortue sur le dos de Luc Béraud
- 1978 : Les Bronzés, de Patrice Leconte : Jérôme
- 1979 : Les héros n'ont pas froid aux oreilles de Charles Nemes : l'homme dans la 2 CV
- 1979 : Les bronzés font du ski de Patrice Leconte : Jérôme

##### Années 1980
- 1980 : Cocktail Molotov de Diane Kurys : le hippie
- 1980 : Je vais craquer de François Leterrier : Jérôme Ozendron
- 1981 : Clara et les chics types de Jacques Monnet : Charles
- 1981 : Les Babas-cool de François Leterrier : Antoine Bonfils
- 1982 : Elle voit des nains partout ! de Jean-Claude Sussfeld : Le fourbe
- 1982 : Rock and Torah, ou Le Préféré de Marc-André Grynbaum : Isaac Stern
- 1982 : Le père Noël est une ordure de Jean-Marie Poiré : Katia, le travesti
- 1983 : Papy fait de la résistance de Jean-Marie Poiré : Michel Taupin
- 1985 : Tranches de vie de François Leterrier : Charles-Henri / l'ami du dragueur
- 1986 : Twist again à Moscou de Jean-Marie Poiré : Iouri
- 1987 : La Vie dissolue de Gérard Floque de Georges Lautner : Edouard
- 1989 : Les cigognes n'en font qu'à leur tête de Didier Kaminka : le petit chef de la DDASS
- 1989 : Mes meilleurs copains de Jean-Marie Poiré : Jean-Michel Thuilliet

##### Années 1990
- 1991 : L'Opération Corned-Beef de Jean-Marie Poiré : Jean-Jacques Granianski
- 1991 : Les Secrets professionnels du Dr Apfelglück de Stéphane Clavier, Hervé Palud, Thierry Lhermitte, Alessandro Capone : l'avocat
- 1993 : Les Visiteurs de Jean-Marie Poiré : Jacques-Henri Jacquart et Jacquouille la Fripouille
- 1993 : La Soif de l'or de Gérard Oury : Urbain Donnadieu
- 1994 : La Vengeance d'une blonde de Jeannot Szwarc : Gérard Bréha
- 1994 : Grosse Fatigue de Michel Blanc : lui-même (caméo)
- 1995 : Les Anges Gardiens de Jean-Marie Poiré : le père Hervé Tarain / le démon qui le hante
- 1997 : Les Sœurs Soleil de Jeannot Szwarc : un spectateur (caméo)
- 1998 : Les Couloirs du temps : Les Visiteurs 2 de Jean-Marie Poiré : Jacques-Henri Jacquart / Jacquouille la Fripouille / Jacquouillet / Prosper, le purineur
- 1999 : Astérix et Obélix contre César de Claude Zidi : Astérix

##### Années 2000
- 2001 : Les Visiteurs en Amérique de Jean-Marie Gaubert (pseudonyme utilisé par Jean-Marie Poiré) : André le Pâté
- 2002 : Astérix et Obélix : Mission Cléopâtre de Alain Chabat : Astérix
- 2003 : Lovely Rita, sainte patronne des cas désespérés de Stéphane Clavier : Edgar Lamarck
- 2004 : Albert est méchant de Hervé Palud : Patrick Lechat
- 2004 : L'Enquête Corse de Alain Berberian : Rémi François, dont le nom de travail est « Jack Palmer »
- 2005 : L'Antidote de Vincent de Brus : Jacques-Alain Marty
- 2006 : Les Bronzés 3 : Amis pour la vie de Patrice Leconte : Jérôme
- 2006 : L'Entente cordiale de Vincent de Brus : François de La Conche
- 2007 : Le Prix à payer de Alexandra Leclère : Jean-Pierre Ménard
- 2007 : L'Auberge rouge de Gérard Krawczyk : l'aubergiste Pierre Martin
- 2009 : La Sainte Victoire de François Favrat : Vincent Cluzel

##### Années 2010
- 2011 : On ne choisit pas sa famille de Christian Clavier : César Borgnoli
- 2013 : Les Profs de Pierre-François Martin-Laval : Serge Cutiro, le prof de maths « touriste »
- 2014 : Qu'est-ce qu'on a fait au Bon Dieu ? de Philippe de Chauveron : Claude Verneuil
- 2014 : Le Grimoire d'Arkandias d'Alexandre Castagnetti et Julien Simonet : Agénor Arkandias
- 2014 : Une heure de tranquillité de Patrice Leconte : Michel Leproux
- 2015 : Babysitting 2 de Philippe Lacheau et Nicolas Benamou : Jean-Pierre Lamar
- 2016 : Les Visiteurs : La Révolution de Jean-Marie Poiré : Jacquouille la Fripouille, Jacquouillet et Edmond Jacquart
- 2017 : Un sac de billes de Christian Duguay : Docteur Rosen
- 2017 : Si j'étais un homme de Audrey Dana : Docteur Pace
- 2017 : À bras ouverts de Philippe de Chauveron : Jean-Etienne Fougerole
- 2017 : Momo de Sébastien Thiéry et Vincent Lobelle : Alain Prioux
- 2018 : Les Aventures de Spirou et Fantasio d'Alexandre Coffre : Comte Pacôme de Champignac
- 2019 : Qu'est-ce qu'on a encore fait au Bon Dieu ? de Philippe de Chauveron : Claude Verneuil
- 2019 : Convoi exceptionnel de Bertrand Blier : Foster
- 2019 : Ibiza d'Arnaud Lemort : Philippe
- 2019 : Rendez-vous chez les Malawa de James Huth : Julien Gosset-Grainville

##### Années 2020
- 2021 : Mystère à Saint-Tropez de Nicolas Benamou : inspecteur Jean Boullin
- 2021 : Kaamelott : Premier Volet d'Alexandre Astier : le Jurisconsulte
- 2022 : Qu'est-ce qu'on a tous fait au Bon Dieu ? de Philippe de Chauveron : Claude Verneuil
- 2022 : Irréductible de Jérôme Commandeur : Michel Gougnat
- 2023 : Les Vengeances de Maître Poutifard de Pierre-François Martin-Laval : Robert Poutifard
- 2024 : Cocorico de Julien Hervé : Frédéric Bouvier-Sauvage
- 2024 : Jamais sans mon psy d'Arnaud Lemort : Olivier Béranger
- 2025 : Le Routard de Philippe Mechelen : Karol Kowalski
- 2025 : Kaamelott : Deuxième volet partie 1 d'Alexandre Astier : le Jurisconsulte
- prévu en 2025 : Le Million de Grégoire Vigneron : Hippolyte

#### Télévision
- 1986 : L'Été 36 d'Yves Robert : Alexis
- 1988 : Sueurs froides : La belle ouvrage, de Josée Dayan : Henri Descouet
- 1988 : Palace de Jean-Michel Ribes (série TV, 1 épisode)
- 1989 : Mieux vaut courir de Élisabeth Rappeneau : Simon
- 1989 : Fantômes sur l'oreiller de Pierre Mondy : Brice
- 1991 : Charmante soirée de Bernard Murat : Pierre
- 2000 : Les Misérables, de Josée Dayan : Thénardier
- 2002 : Napoléon de Yves Simoneau : Napoléon
- 2006 : Prince Rodolphe : l'héritier de Sissi de Robert Dornhelm : Taaffe
- 2007 : Kaamelott - Livre V de Alexandre Astier : le Jurisconsulte
- 2008 : Le Malade imaginaire de Christian de Chalonge : Argan
- 2009 : Le Bourgeois gentilhomme de Christian de Chalonge : M. Jourdain
- 2013 : Les affaires sont les affaires de Philippe Bérenger : Marquis de Porcellet
- 2013 : Le Bœuf clandestin de Gérard Jourd'hui : M. Berthaud

#### Jeux vidéo
- 1998 : Les Visiteurs, le jeu : Jacquouille la Fripouille
- 1999 : Astérix et Obélix contre César : Astérix
- 2001 : Les Visiteurs : La Relique de Sainte Rolande : Jacquouille la Fripouille

#### Doublage
- 1993 : L'Incroyable Voyage, de Duwayne Dunham : Chance (version française)
- 2018 : Astérix : Le Secret de la potion magique d'Alexandre Astier et Louis Clichy : Astérix (version originale)

#### Comme scénariste
- 1978 : Les Bronzés, de Patrice Leconte
- 1979 : Les bronzés font du ski de Patrice Leconte
- 1982 : Le père Noël est une ordure de Jean-Marie Poiré
- 1983 : Papy fait de la résistance de Jean-Marie Poiré
- 1986 : Le Môme d'Alain Corneau (adaptation et dialogues)
- 1986 : Twist again à Moscou de Jean-Marie Poiré
- 1989 : Mes meilleurs copains de Jean-Marie Poiré
- 1989 : Fantômes sur l'oreiller (téléfilm) de Pierre Mondy
- 1991 : L'Opération Corned-Beef de Jean-Marie Poiré
- 1993 : Les Visiteurs de Jean-Marie Poiré
- 1995 : Les Anges Gardiens de Jean-Marie Poiré
- 1998 : Les Couloirs du temps : Les Visiteurs 2 de Jean-Marie Poiré
- 2001 : Les Visiteurs en Amérique de Jean-Marie Gaubert (pseudonyme utilisé par Jean-Marie Poiré)
- 2004 : L'Enquête Corse de Alain Berberian
- 2004 : L'Empire des loups de Chris Nahon
- 2007 : L'Auberge rouge de Gérard Krawczyk
- 2011 : On ne choisit pas sa famille de lui-même
- 2016 : Les Visiteurs 3 : La Révolution de Jean-Marie Poiré
- 2021 : Mystère à Saint-Tropez de Nicolas Benamou

#### Comme producteur
- 1998 : Les Couloirs du temps : Les Visiteurs 2 de Jean-Marie Poiré
- 2001 : Les Visiteurs en Amérique de Jean-Marie Gaubert (pseudonyme utilisé par Jean-Marie Poiré)
- 2003 : Lovely Rita, sainte patronne des cas désespérés de Stéphane Clavier
- 2011 : On ne choisit pas sa famille de lui-même
- 2016 : Les Visiteurs 3 : La Révolution de Jean-Marie Poiré

#### Comme réalisateur
- 2011 : On ne choisit pas sa famille

## Théâtre
- 1971 - 1974 : La concierge est tombée dans l'escalier, Non, Georges pas ici et Je vais craquer du Splendid
- 1973 : Ginette Lacaze de Coluche
- 1975 : Ma tête est malade du Splendid
- 1976 : Le Pot de terre contre le pot de vin du Splendid
- 1977 : Amour, Coquillages et Crustacés du Splendid
- 1979 : Le père Noël est une ordure du Splendid, Théâtre de la Gaîté-Montparnasse
- 1980 : Papy fait de la résistance de Christian Clavier et Martin Lamotte, Le Splendid
- 1983 : Ma vedette américaine de Jean-Louis Livi, mise en scène Pierre Mondy, Théâtre Saint-Georges
- 1986 : Double mixte d'après Run for Your Wife de Ray Cooney, mise en scène Pierre Mondy, Théâtre de la Michodière
- 1989 : Un fil à la patte de Georges Feydeau, mise en scène Pierre Mondy, Théâtre du Palais-Royal
- 1991 : La Dame de chez Maxim de Georges Feydeau, mise en scène Bernard Murat, Théâtre Marigny
- 1996 : Panique au Plazza, de Ray Cooney, mise en scène Pierre Mondy
- 2002 : Même heure, l'année prochaine de Bernard Slade, mise en scène Pierre Mondy, Théâtre du Gymnase Marie Bell
- 2009 - 2010 : La Cage aux folles de Jean Poiret, mise en scène Didier Caron, Théâtre de la Porte-Saint-Martin avec Didier Bourdon
- 2013 : Inconnu à cette adresse de Kressmann Taylor, Soho Theatre de Londres, avec Thierry Lhermitte

## Distinctions

### Décorations
- Officier de la Légion d'honneur (2023)[40] ; chevalier (2008)[41].

### Récompense
- 2021 : César anniversaire avec la troupe du Splendid.

### Nomination
- Césars 1994 : César du meilleur acteur et César du meilleur scénario original pour Les Visiteurs